# Chandilly
Chandilly är en ort i Mexiko.   Den ligger i kommunen Santiago Yosondúa och delstaten Oaxaca, i den sydöstra delen av landet, 300 km sydost om huvudstaden Mexico City. Chandilly ligger 1 617 meter över havet och antalet invånare är 111.
Terrängen runt Chandilly är bergig söderut, men norrut är den kuperad. Runt Chandilly är det glesbefolkat, med 17 invånare per kvadratkilometer. Närmaste större samhälle är Santa Catarina Cuanana, 6,2 km söder om Chandilly. I omgivningarna runt Chandilly växer huvudsakligen savannskog.